# Gilbert Ondongo
 (mars 2020).
Si vous disposez d'ouvrages ou d'articles de référence ou si vous connaissez des sites web de qualité traitant du thème abordé ici, merci de compléter l'article en donnant les références utiles à sa vérifiabilité et en les liant à la section « Notes et références ».
Gilbert Ondongo est un homme politique congolais né le 29 novembre 1960 à Makoua (Congo). Il a été plusieurs fois ministre, dont ministre du Travail de 2005 à 2009, ainsi que ministre l'Économie de 2012 à 2021. Il est nommé représentant personnel du président Denis Sassou-Nguesso en mai 2021.

## Biographie

### Études
Gilbert Ondongo effectue la première partie de ses études au Congo. Il obtient son baccalauréat (filière économie et gestion) au lycée technique de Brazzaville, au Congo, en 1979. Il suit ensuite une licence en économie à l'Université de Brazzaville, qu'il obtient en 1982.
Il se rend ensuite à Paris pour suivre un master en économie industrielle, à l'Université Paris-XIII. Il obtient son diplôme en 1983. Il suit ensuite un DEA l'année suivante à l'Université Panthéon-Assas, se spécialisant dans l'économie du développement, en 1984.
Il s'inscrit à l'Université Paris-Nanterre et obtient en 1985 un DESS en économie de la production et distribution d'énergie. Il achève ses études en obtenant un doctorat en sciences économiques à Assas, en 1989.

### Parcours politique
La carrière de Gilbert Ondongo prend une orientation nouvelle avec l’arrivée à la présidence de Denis Sassou-Nguesso, en octobre 1997. Gilbert Ondongo entre alors au service de l’État et accède rapidement à de hautes fonctions.
Entre 1997 et 2002, Gilbert Ondongo est conseiller spécial du président de la République, chargé des questions économiques et financières. Dans le même temps de 1998 à 2002, il assure la présidence du conseil d'administration ou du comité de direction de plusieurs sociétés et établissements publics à caractère industriel et commercial ou à caractère administratif.
En août 2002, Gilbert Ondongo entre au gouvernement comme Secrétaire d’État aux régies financières et aux réformes budgétaires, auprès du Ministre de l'économie, des finances et du budget. 
Le 7 janvier 2005, il est promu ministre du Travail, de l’Emploi et de la Sécurité sociale.
En septembre 2009, le président réélu confie à Gilbert Ondongo le poste de Ministre des finances, du budget, de la privatisation et du portefeuille public. En 2010, il obtient un effacement partiel de la dette bilatérale de son pays, à hauteur de 981 millions de dollars, ainsi qu'un engagement du Club de Paris à effacer 1,4 milliard de dollars de dettes dès que le Congo sera parvenu à un règlement définitif de son litige avec ses créanciers privés, les « fonds vautours ».
Le 25 septembre 2012, Gilbert Ondongo est nommé Ministre d’État, avec des responsabilités élargies, ajoutant à ses responsabilités celles de l’économie, de la planification et de l’Intégration.
Le 10 août 2015, le ministère de Gilbert Ondongo change d'attributions, et devient le ministère de l'économie, des finances, du budget et du portefeuille public. Le 30 avril 2016, le ministère des Finances est confié à Calixte Ganongo, mais Gilbert Ondongo reste ministre d’État chargé de l'économie. Le 4 mai 2016, Ondongo a pris ses fonctions dans son nouveau ministère, en remplacement d'Isidore Mvouba. En 2017, il est réélu aux élections législatives, sans concurrent face à lui.
En mai 2021, alors qu'il cumule 19 ans de suite au sein du gouvernement, il est finalement remercié après la réélection de Denis Sassou-Nguesso. Il laisse sa place de ministre de l'Économie à Ingrid Ebouka-Babackas, et de ministre du Portefeuille public à Rigobert Roger Andely.
Le 25 mai 2021, un décret le nomme représentant personnel de Denis Sassou-Nguesso, chargé du suivi et de l’évaluation des plans et programmes. Avec ce poste, il obtient le rang et les prérogatives d'un ministre d'État.

### Autres fonctions
De 1998 à 2002, il est président des conseils d'administration et comités de direction de plusieurs établissements publics (à caractère industriel et commercial ainsi qu'à caractère administratif).
En 2011, il est président du Comité ministériel du l’Union monétaire d'Afrique centrale (UMAC) et président du conseil d’administration de la Banque des États de l'Afrique centrale (BEAC).
Depuis novembre 2016, il est président du Comité de pilotage du Programme des réformes économiques et financières de la CEMAC (PREF-CEMAC).

### Parcours militant
Sur le plan strictement militant, en juillet 2011, Gilbert Ondongo est élu membre du bureau politique du Parti congolais du travail (PCT), réuni en congrès extraordinaire. Lors du scrutin législatif de juillet/août 2012, Gilbert Ondongo, candidat du PCT, remporte, au premier tour, le siège de la première circonscription d'Owando, à une écrasante majorité avec 75,19% des voix.

### Parcours dans l'enseignement
De retour de ses études à Paris, Gilbert Ondongo entame un parcours professionnel partagé entre l’enseignement universitaire et le journalisme.
En 1989, il intègre le corps professoral de l’Université Marien-Ngouabi de Brazzaville, en qualité de chargé de cours en sciences économiques. Il évoluera rapidement dans la hiérarchie et occupera respectivement les charges de maître-assistant en 1991. Il est alors chargé de l’enseignement des finances publiques en 2e année de licence des sciences économiques, de la politique économique en licence et maîtrise des sciences économiques, de la macroéconomie et des théories économiques en licence et maîtrise de sciences économiques et des systèmes et structures en maîtrise des sciences économiques.
Puis de chef du département de macroéconomie appliquée de la faculté des sciences économiques de l'Université de Brazzaville. Il gardera cette chaire de 1992 à 1995.
En parallèle de ses cours à l’université, Gilbert Ondongo intègre la rédaction de l’hebdomadaire national d’économie, L'Enjeu, dans lequel il publiera plusieurs articles sur des sujets économiques d’abord en tant que rédacteur, puis comme directeur de la rédaction. Il sera l'auteur de plusieurs articles sur l’économie nationale et sur la théorie économique en général.

## Prises de positions
Il est en faveur du Franc CFA, remarquant qu'elle a été garante de stabilité monétaire pour ses pays membres. Il est en faveur d'une réforme du CFA qui permettent une fixité contrôlée par rapport à l'euro.

## Vie privée
Gilbert Ondongo est marié, et père de quatre enfants.